# Club Penguin

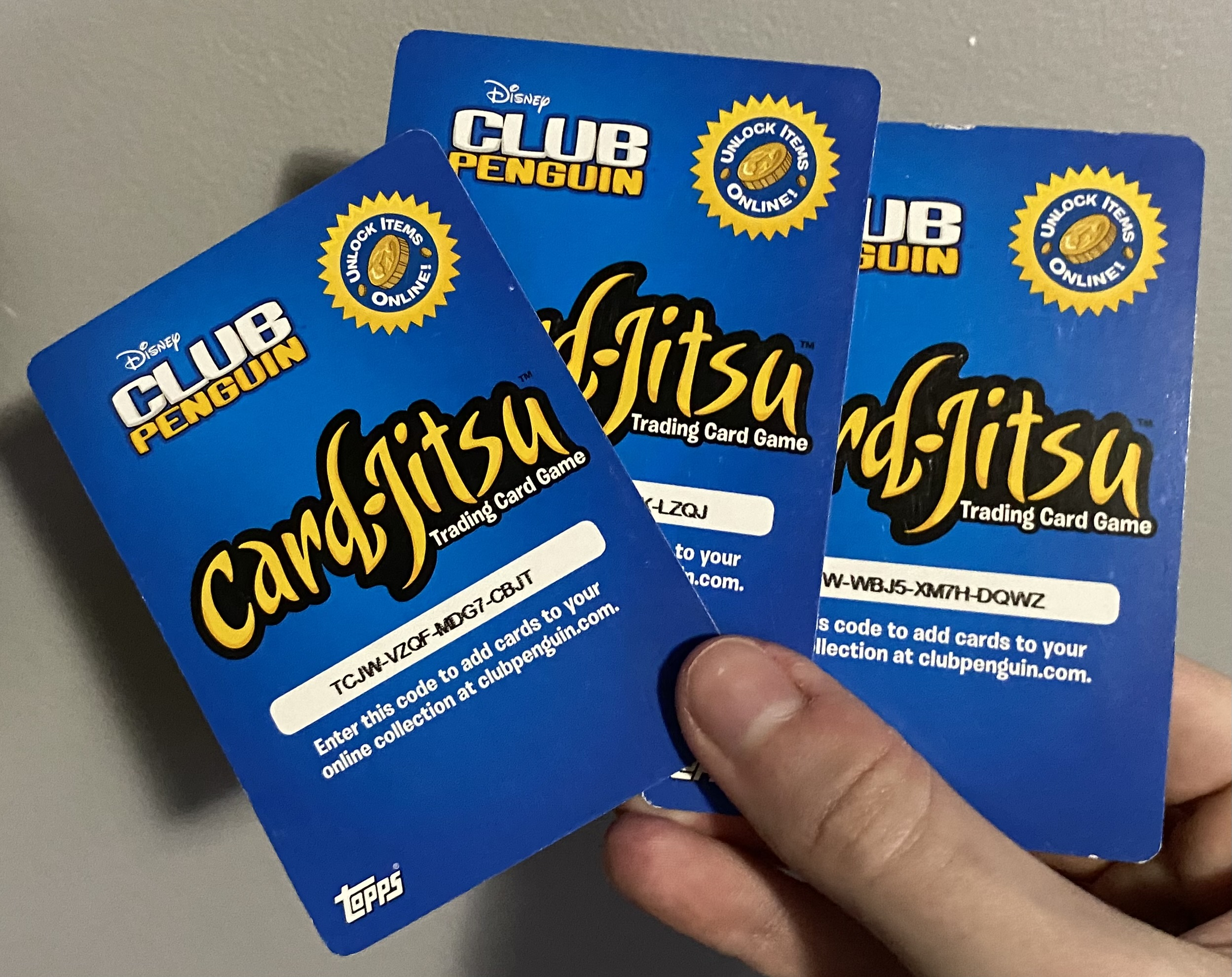
Die Belohnungen im Spiel konnten durch Codes auf der Rückseite der Spielinformationskarten eingelöst werden.

Club Penguin war ein Browserspiel (MMORPG) für Kinder im Alter zwischen sechs und vierzehn Jahren mit comicartigen Landschaften und Figuren. Jeder Spieler erstellte einen Avatar in Form eines Pinguins. In den schneebedeckten Landschaften konnte der Benutzer mit seiner Figur herumwandern, chatten und Minigames spielen. Der Zugang war gratis. Mit einem Bezahl-Account erhielt der Benutzer aber zusätzliche Rechte, wie die Möglichkeit virtuelle Kleidung, Möbel und Haustiere mit virtuellem Geld zu erwerben.
Club Penguin wurde nach einer Testphase am 24. Oktober 2005 offiziell eröffnet. Das Online-Spiel wurde von The Walt Disney Company im August 2007 für 350 Millionen Dollar von New Horizon Interactive gekauft. Zum Kaufzeitpunkt hatte Club Penguin mehr als 700.000 bezahlende Mitglieder, die monatlich 5,95 Dollar bezahlten. Die deutsche Version von Club Penguin war von 2011 bis 2015 verfügbar.
Club Penguin wurde am 29. März 2017 durch The Walt Disney Company abgeschaltet und durch die App Club Penguin Island ersetzt.

## Geschichte
Im Jahr 2003 wurde Club Penguin von Lance Priebe und Lane Merrifield von New Horizon Productions in Kelowna, British Columbia ins Leben gerufen. Nach 2 Jahren Entwicklungs- und Testphase wurde das Spiel am 24. Oktober offiziell eröffnet. Nach einer schnellen Wachstumsphase kaufte The Walt Disney Company 2007 den Penguin Club für 350 Millionen Dollar. Der Club hatte zu diesem Zeitpunkt 700.000 bezahlende Kunden. Im Folgejahr, am 11. März 2008, wurde der Testbetrieb für das Club Penguin Improvement Project (CPIP) gestartet und am 14. April 2008 abgeschlossen. Am 16. November 2011 wurde die deutsche Version von Club Penguin veröffentlicht. Produkte, die man in Läden kaufen kann, werden aber erst später eingeführt. Am 8. März 2012 erschienen die Ableger Club Penguin – Elite Penguin Force für Nintendo DS, Club Penguin Game Day! für die Wii sowie die App Puffle-Launch. Im Folgejahr erschien das Spiel für das iPad. 2015 wurde die deutsche Version wieder aus dem Spiel entfernt. 2016 starteten erste Tests von Club Penguin Island und im folgenden März wurden Club Penguin, sowie die Club Penguin App, geschlossen und durch die App Club Penguin Island ersetzt.

## Beschreibung
Jeder Spieler bekam als Heim für seine Figur einen Iglu. Spieler mit einem bezahlten Account (sogenannte „Members“, auf Deutsch „Mitglieder“) durften ihren Iglu für andere Pinguine zugänglich machen. Sie konnten für ihr Heim Möbel kaufen und so ihren Iglu im Aussehen verändern. Mitglieder hatten zusätzlich die Möglichkeit Kleider aus einem Katalog zu kaufen. Sie konnten sich auch Haustiere – sogenannte Puffles – kaufen, bis zu sechzehn verschiedenfarbige. Je nach Farbe hatten diese einen anderen Charakter. Die Spieler mit einem gewöhnlichen Account konnten sich maximal zwei Puffles zulegen und die Auswahl der Farben war ebenfalls auf zwei beschränkt. Die Haustiere führten ein Eigenleben – wurden sie nicht gepflegt, liefen sie ihren Besitzern davon.
Es gab diverse öffentliche Landschaften und Räume: The Town (die Stadt), The Plaza, The Cove, The Forest (der Wald), The Snow Forts, The Dock, The Beach (der Strand), The Ski Village (das Ski-Dorf), The Mountain (der Berg), The Dojo, The Mine (die Mine), The Icemountain (der Eisberg), The Rockhopper’s Ship, The Lighthouse (der Leuchtturm) und The Party Room. Diese besitzen wieder diverse Räume mit Minispielen, Chatmöglichkeiten und ähnliches. Der Hauptfeind der PSA und EPF war Herbert – ein Eisbär. Ihm standen gegenüber die PSA-Penguin Secret Agency – auf Deutsch: der PGD-Pinguin Geheimdienst. Diese Agency logierte in einem HQ, der Zentrale. Herbert zerstörte die HQ, dann gab es nur noch die Elite Penguin Force HQ. 
Die Club Penguin Times war eine kostenlose virtuelle Wochenzeitung. Sie wurde den Spielern donnerstags geliefert. Sie enthielt Neuigkeiten aus dem Spiel und bot Unterhaltsames wie zum Beispiel Spiele, Comics, Umfragen und einen Kalender. Als Besonderheit hatte die Zeitung die Rubrik von „Tante Arktis“, für allgemeine Fragen über Club Penguin. Die Zeitung kürte monatlich den „Penguin des Monats“. Innerhalb des Spieles befand sich im Heizraum des Night Club ein Archiv der Club-Penguin-Times-Ausgaben der letzten sechs Wochen.

## Jugendschutz
In Club Penguin lernten Kinder spielerisch den eigenverantwortlichen Umgang mit Computer und Internet. Der Jugendschutz wurde dabei durch mehrere Faktoren gewährleistet: Die Moderatoren von Club Penguin überwachten die Online-Spielwelt ständig und reagierten auf jegliche Form von Fehlverhalten – notfalls mit einem Ausschluss aus dem Spiel. Über ein Sicherheitssystem wurde dafür gesorgt, dass es bei Chat-Unterhaltungen zu keinen Beleidigungen oder Austausch persönlicher Information kam. Dafür stehen zwei verschiedene Chat-Varianten zur Verfügung: Im ultimativen Sicherheits-Chat wurde die Korrespondenz auf eine zuvor von den Eltern autorisierte Auswahl von Begrüßungen, Fragen, Aussagen, Emotionen, Aktionen und Grußkarten begrenzt. Der Standard-Sicherheits-Chat erlaubte den Spielern, eigene Nachrichten zu formulieren. Diese wurden gefiltert, von ausgebildeten Mitarbeitern geprüft und nur bestimmte Wörter zugelassen. Der Austausch vertraulicher Informationen, wie etwa Telefonnummern, wurde dadurch mutmaßlich verhindert. Zudem wurden alle Spieler regelmäßig aufgefordert, den vorgegebenen Regeln zu folgen. Außerdem konnten die Kinder selbst aktiv werden und sich bei einer Art Spion-Organisation als Elite-Agent bewerben.

## Ableger
- Club Penguin Game Day! (Minigame-Spiel für Nintendo Wii)
- Club Penguin – Elite Penguin Force (Rätselspiel für Nintendo DS)
- Club Penguin – Elite Penguin Force Herbert’s Revenge (Fortsetzung von Club Penguin – Elite Penguin Force für Nintendo DS)
- Puffle-Launch (Minigame für iOS und Android)

## Aktion „Coins For Change“
Bei der seit 2007 jährlich im Dezember stattfinden Aktion „Coins for Change“ konnten Spieler ihre gesammelten virtuellen Münzen „spenden“, um in der realen Welt Gutes zu tun – etwa in Form medizinischer Hilfe, dem Bau sicherer Orte oder dem Schutz der Erde. Durch die Aktionen konnten Menschen in über 40 Ländern geholfen werden, beispielsweise durch die Finanzierung von Schulen, Büchereien, Gesundheitszentren oder durch Trinkwasser-Programme.